# Eduardo García (Fußballspieler, I)
Eduardo García war ein uruguayischer Fußballspieler.

## Karriere

### Verein
Der "El Flaco" genannte Torhüter García spielte 1929 für Sud América in der Primera División. Nach anderen Quellen soll er bereits 1927 von Súd Amércia zu Nacional Montevideo gewechselt sein. Seit 1931 war er demnach bei den Bolsos Stammtorhüter und gehörte dem Kader Nacionals bis 1940 an. Von 1928 bis 1940 soll er insgesamt 251 Partien für Nacional absolviert haben. Er stand während seiner Zugehörigkeit zu Nacional in jedem Fall in den Clásicos am 7. August 1932, 13. August 1933, in allen drei 1934 ausgetragenen Endspielen gegen den Club Atlético Peñarol um die uruguayische Meisterschaft des Jahres 1933 sowie in den Clásicos vom 8. Dezember 1935 und 6. September 1936 auf dem Platz. Mit den Bolsos gewann er jeweils 1933 und 1934 die Landesmeisterschaft. 1933 stellte er dabei einen Rekord auf, als er elf Spiele bzw. insgesamt 914 Minuten ohne Gegentreffer blieb.

### Nationalmannschaft
García war Mitglied der A-Nationalmannschaft Uruguays. Er gehörte dem Kader der Celeste bei der Südamerikameisterschaft 1929 in Argentinien an, bei der Uruguay den dritten Platz von vier teilnehmenden Mannschaften belegte. Im Verlaufe des Turniers kam er allerdings nicht zum Einsatz.

### Erfolge
- Uruguayischer Meister: 1933, 1934